# La modista
La modista (títol original en anglès, The Dressmaker) és una pel·lícula dramàtica australiana dirigida per Jocelyn Moorhouse, estrenada l'any 2015. Ha estat exhibida amb subtítols en català.

## Argument
En els anys 1950, Tilly Dunnage torna, després de 20 anys d'absència, a la seva Austràlia d'origen per ocupar-se de la seva mare Molly, sola i malalta. Amb la seva màquina a cosir i la seva aparença "alta-costura", aquesta estilista transforma les dones del seu poble i aspira a venjar-se de tots els que li van fer mal en el passat.

## Repartiment
- Kate Winslet: Myrtle 'Tilly' Dunnage
- Liam Hemsworth: Teddy McSwiney
- Sarah Snook: Gertrude 'Trudy' Pratt
- Hugo Weaving: Sergent Farrat
- Judy Davis: Molly Dunnage
- Caroline Goodall: Elsbeth
- Kerry Fox: Beulah Harridiene

## Premis i nominacions[calcitació]
Premis
- AACTA Awards 2015 : AACTA Award a la millor actriu per Kate Winslet, AACTA Award a la millor actriu secundària per Judy Davis, i AACTA Award al millor actor secundari per a Hugo Weaving.

Nominacions
- AACTA Awards 2015 : AACTA Award a la millor pel·lícula, AACTA Award al millor director per Jocelyn Moorhouse i AACTA Award a la millor actriu secundària per Sarah Snook

## Crítica
- "Poc hi ha aquí que 'funcioni' en el sentit tradicional de la paraula, però la pel·lícula presumeix de prou extravagància i energia frenètica com per mantenir-te entretingut"[3]
- "[Un] melodrama absurdament passat de voltes (...) Puntuació: ★★ (sobre 5)"[4]
- "The Dressmaker" resulta visible en qualsevol sentit gràcies a un repartiment que li dona al material de base un tractament molt millor del que mereix"[5]
- "Cal saber posar-se en el to d'aquesta originalíssima pel·lícula, que alterna detalls enlluernadors amb altres de desconcertants (...) té aspecte de gran cinema, però si s'observa massa de prop els detalls poden arribar a grinyolar"[6]
- "Una hurra per les pel·lícules rares, extravagants, imperfectes. (...) Inclassificable film que cavalca despreocupadament entre el western, el noir, el melodrama de dissabte a la tarda, la comèdia negra i el relat inspiracional(...) Puntuació: ★★★½ (sobre 5)"[7]